# 林啓子
林 啓子（はやし けいこ）は、日本の翻訳家。獨協大学外国語学部ドイツ語学科卒業。
大学卒業後、商社に勤めながら通訳、文学翻訳の勉強を続け、絵本翻訳コンクールでの優勝（1998年）をきっかけに翻訳家としてデビューした。

## 経歴
- 獨協大学 外国語学部 ドイツ語学科 卒業
- 1998年　第8回 現代ドイツ文学 翻訳コンテスト 優勝
- 1999年　第2回 世界絵本翻訳コンクール ドイツ語部門 優勝

現在、外資系メーカー勤務のかたわら翻訳家として活動を続けている。

## 主な翻訳作品
- アルント・エルマー ＆　ペーター・グリーゼ　『被告人ブル』　早川書房　2021年
- H・G・エーヴェルス　＆ クルト・マール　『エルファード人の野望』　早川書房　2021年
- エルンスト・ヴルチェク　『異銀河のストーカー』　早川書房　2020年
- アルント・エルマー ＆  H・G・フランシス　『玩具職人クリオ』　早川書房　2020年
- クルト・マール ＆ アルント・エルマー　『ヒールンクスのプラネタリウム』　早川書房　2019年
- デトレフ・G・ヴィンター ＆ エルンスト・ヴルチェク　『時間塔の修道士』　早川書房　2019年
- H・G・フランシス　『グーン地獄』　早川書房　2018年
- エルンスト・ヴルチェク ＆ トーマス・ツィーグラー　『シンクロニト育成所』　早川書房　2018年
- デトレフ・G・ヴィンター ＆ クルト・マール　『異変の 《ソル》』　早川書房　2017年
- エルンスト・ヴルチェク ＆ ペーター・グリーゼ　『黒い炎の幻影』　早川書房　 2016年
- クルト・マール　『孤高の種族』　早川書房　2016年
- ペーター・テリド ＆ Ｈ・Ｇ・エーヴェルス　『長時間兵器』　早川書房　2015年
- エルンスト・ヴルチェク　『強者とジョーカー』 　早川書房　2015年
- H・G・エーヴェルス　『黄金都市の監視者』　早川書房　2014年
- クルト・マール　『ノラン・ハンター』　早川書房　2014年
- H・G・フランシス　『強者グッキー』　早川書房　2014年
- ウィリアム・フォルツ　『不可視の境界』　早川書房　2013年
- クルト・マール　『ムルコンの城』　早川書房　2013年
- クルト・マール ＆ エルンスト・ヴルチェク　『ルーワー登場』　早川書房　2012年
- Ｈ・Ｇ・エーヴェルス　『災いのオーラ』　早川書房　2012年
- クルト・マール ＆ ウィリアム・フォルツ　『コンセプトの大祭典』　早川書房　2012年
- クラーク・ダールトン ＆ クルト・マール　『バルコンの男』　早川書房　2011年
- ハンス・クナイフェル ＆ ウィリアム・フォルツ　『虚無からの再生』　早川書房　2011年
- Ｈ・Ｇ・エーヴェルス　『細胞活性装置狩り』　早川書房　2011年
- ウィリアム・フォルツ　『黒い異人の謎』　早川書房　2010年
- ハンス・クナイフェル ＆ Ｈ・Ｇ・エーヴェルス　『サイボーグの夢』　早川書房　2010年
- ハーヴェイ・パットン ＆ クルト・マール　『発信源グロソフト』　早川書房　2010年
- ハンス・クナイフェル ＆ クルト・マール　『独裁者への道』　早川書房　2009年
- H.G.フランシス ＆ H.G.エーヴェルス　『ラスト・ホープ突入コマンド』　早川書房　2009年
- ウィリアム・フォルツ ＆ ハンス・クナイフェル　『タイタンの鋼要塞』　早川書房　2008年
- ウィリアム・フォルツ ＆ H.G.フランシス　『《メブレコ》の叛乱』　早川書房　2008年
- クラーク・ダールトン ＆ ウィリアム・フォルツ　『3460年のゼウス』　早川書房　2007年
- H.G.フランシス ＆ ハンス・クナイフェル　『恒星三角形の呪縛』　早川書房　2007年
- ハンス・クナイフェル ＆ H.G.エーヴェルス　『月面脳ネーサン』　早川書房　2006年
- クルト・マール ＆ ウィリアム・フォルツ　『大執政官の死』　早川書房　2006年
- H.G.フランシス ＆ クルト・マール　『ゼロ時間の橋』　早川書房　2005年
- クルト・マール ＆ エルンスト・ヴェルチェク　『時間遠征』　早川書房（共訳）　2005年
- ローターJ.ザイヴァート　『これで時間は私のもの』　祥伝社（共訳）　2004年
- ベルンハルト・シュリンク　『ゴルディオスの結び目』　小学館（共訳）　2003年
- ベルンハルト・シュリンク　『ゼルプの殺人』　小学館（共訳）　2003年
- ベルンハルト・シュリンク　『ゼルプの裁き』　小学館（共訳）　2002年
- シュテファン・ゲンメル　『えほんは　しずかによむもの』　新世研　2000年